# Paul Temple (serie televisiva)
Paul Temple è una serie televisiva anglo-tedesca trasmessa dalla BBC tra il 1969 e il 1971 che si ispira allo scrittore-investigatore Paul Temple, personaggio ideato da Francis Durbridge. La serie era composta da 52 episodi, ma in Italia ne furono trasmessi solo 13: 9 episodi di domenica pomeriggio dall'8 ottobre al 3 dicembre 1972, e altri 4 in prima serata tra il 7 agosto e l'8 settembre 1973 sul primo canale della Rai.
Protagonisti della serie sono Francis Matthews, che interpreta Paul Temple e Ros Drinkwater nel ruolo della moglie Steve.

## Trama
Paul Temple è un ricchissimo scrittore di libri gialli che lavora solo tre mesi all'anno, il tempo di scrivere un libro. I restanti nove mesi li trascorre in villeggiatura viaggiando per l'Europa (Londra, Monaco, Parigi o la Costa Azzurra), spesso accompagnato dalla moglie Steve. Ma la vacanza ogni volta si trasforma in un "giallo" da risolvere, in qualche pericolosa avventura che lo vede coinvolto in prima persona.

## Produzione
La serie è nata da una co-produzione tra la BBC e la tedesca Taurus Film di Monaco di Baviera. Secondo Francis Matthews, sia Paul che Steve Temple divennero icone della moda di genere, creando uno stile che fu imitato dalla serie della ITV Attenti a quei due (The Persuaders!), mentre, negli Stati Uniti d'America, il ruolo di Ros Drinkwater fu emulato da Susan Saint James in McMillan e signora  e da Stefanie Powers in Cuore e batticuore (Hart to Hart).
La serie, destinata a durare per cinque anni, fu ritirata prematuramente dalla BBC, nonostante la popolarità raggiunta, soprattutto in Germania.
Paul Temple non è mai stato ritrasmesso e sembra che solo 16 dei 52 episodi siano sopravvissuti; 11 di questi episodi sono stati pubblicati in DVD da Acorn Media nel 2009 e alcuni sono andati in onda sul canale satellitare inglese UK Gold nel 1990.

## Episodi
| Stagione         | Episodi | Prima TV USA | Prima TV Italia |
| ---------------- | ------- | ------------ | --------------- |
| Prima stagione   | 13      | 1969-1970    |                 |
| Seconda stagione | 13      | 1970         |                 |
| Terza stagione   | 13      | 1971         |                 |
| Quarta stagione  | 13      | 1971         |                 |